# استلا رودریگر
استلا رودریگر (اسپانیایی: Estela Rodríguez‎؛ زادهٔ ۱۲ نوامبر ۱۹۶۷) جودوکار اهل کوبا بود.
وی در مسابقات کشوری و بین‌المللی در مجموع برندهٔ ۲ مدال طلا، ۳ مدال نقره، ۱ مدال برنز شده‌است.